# Winona (film 2019)
Winona è un film del 2019 diretto da Alexander Voulgaris.

## Trama
Una piacevole giornata in una spiaggia deserta, quattro ragazze si godono il tepore del sole, il fresco del mare, la reciproca compagnia, i ricordi. Sulla collina una casa apparentemente disabitata, al limite della spiaggia un grosso SUV scuro con due sconosciuti a bordo, un uomo e una donna, "sorveglia" le quattro ragazze. Nessuna di loro è "Winona", solo alla fine sarà tutto chiaro.

## Riconoscimenti
Ha ricevuto candidature e un premio al Glocal Images Best Film Award al Cyprus Film Days International Festival nel 2021, una candidatura al Hellenic Film Academy Awards nel 2020, una candidatura al Warsaw International Film Festival del 2019.